# L'enfer est vide
Pour plus de détails, voir Fiche technique et Distribution.
L'enfer est vide (titre original : Hell is Empty) est un film britanno-tchécoslovaque réalisé par John Ainsworth et Bernard Knowles, sorti en 1967. C'est le dernier film dans lequel tourne l'actrice Martine Carol.

## Synopsis
Le major Morton est à la tête d'une bande de malfaiteurs qui a commis un vol audacieux dans une entreprise de construction à Prague. Mais le coup tourne mal et deux gardes sont assassinés lors du braquage. Les hommes ont maintenant la police aux trousses et les gangsters sont bientôt en fuite. Les malfrats trouvent apparemment une cachette idéale dans un manoir isolé. C'est là qu'habite une famille de cinq hommes et femmes, les Grant, qui, à la suite de l'intrusion de la bande lourdement armée, vivent la terreur dans leur propre chair et deviennent prisonniers entre leurs quatre murs. L'un d'entre eux tombe amoureux de la jolie fille de la maison...

## Fiche technique
- Titre original : Hell is Empty
- Titres français : Jugement à Prague, Laissez-passer pour l'enfer, L'enfer est vide[1]
- Réalisation : John Ainsworth et Bernard Knowles
- Scénario : John Ainsworth, John F. Fowler, Bernard Knowles, d'après un roman de J.F. Straker[2]
- Producteurs : Michael Eland, Ronald Rietti
- Directeur de la photographie : Jan Stallich
- Musique : Georges Garvarentz
- Pays de production :  Royaume-Uni,  Tchécoslovaquie
- Société de production : Dominion Films
- Durée : 109 minutes
- Genre : film policier
- Dates de sortie: 
  - Royaume-Uni : décembre 1967 (Londres)
  - France : 22 novembre 1973

## Distribution
- Martine Carol : Martine Grant
- Anthony Steel : Major Morton
- James Robertson Justice : Angus McGee
- Shirley Anne Field : Shirley McGee
- Isa Miranda : Isa Grant
- Carl Möhner : Carl Schultz
- Robert Rietti : Robert Grant
- Jess Conrad : Jess Shepherd
- Anthony Dawson : Paul Grant
- Catherine Schell : Catherine Grant
- Irene von Meyendorff : Helen McGee
- Patricia Viterbo : Patricia
- Anna Gaël : Anna
- Eugene Deckers : avocat
- Sheila Burrell : juge
- Raymond Francis : avocat de la défense